# Scott Galloway
Scott Robert Galloway (Perth, 25 aprile 1995) è un calciatore australiano, difensore dell'Auckland FC.

## Carriera

### Club
Diventato professionista nel 2013 con il Melbourne Victory, dopo aver vinto un campionato e una FFA Cup con i Blues, il 21 ottobre 2016 passa ai Central Coast Mariners, con cui firma un annuale. Il 29 giugno 2017 viene tesserato dai Wellington Phoenix, con cui disputa una stagione; il 31 luglio 2018 si lega con un annuale all’Adelaide United.

### Nazionale
Ha giocato nelle nazionali giovanili australiane Under-20 ed Under-23.

## Statistiche

### Presenze e reti nei club
Statistiche aggiornate al 27 ottobre 2018.
| Stagione                 | Squadra                  | Campionato               | Campionato | Campionato | Coppe nazionali | Coppe nazionali | Coppe nazionali | Coppe continentali | Coppe continentali | Coppe continentali | Altre coppe | Altre coppe | Altre coppe | Totale | Totale | Totale |
| Stagione                 | Squadra                  | Comp                     | Pres       | Reti       | Comp            | Pres            | Reti            | Comp               | Pres               | Reti               | Comp        | Pres        | Reti        | Pres   | Reti   |        |
| ------------------------ | ------------------------ | ------------------------ | ---------- | ---------- | --------------- | --------------- | --------------- | ------------------ | ------------------ | ------------------ | ----------- | ----------- | ----------- | ------ | ------ | ------ |
| 2012-2013                | Melbourne Victory        | AL                       | 9+2        | 0          | -               | -               | -               | -                  | -                  | -                  | -           | -           | -           | 11     | 0      |        |
| 2013-2014                | Melbourne Victory        | AL                       | 18+1       | 0          | -               | -               | -               | ACL                | 3                  | 0                  | -           | -           | -           | 22     | 0      |        |
| 2014-2015                | Melbourne Victory        | AL                       | 13         | 1          | FFA Cup         | 2               | 0               | -                  | -                  | -                  | -           | -           | -           | 15     | 1      |        |
| 2015-2016                | Melbourne Victory        | AL                       | 10+1       | 0          | FFA Cup         | 2               | 0               | ACL                | 3                  | 0                  | -           | -           | -           | 16     | 0      |        |
| ago.-ott. 2016           | Melbourne Victory        | AL                       | 0          | 0          | FFA Cup         | 2               | 0               | -                  | -                  | -                  | -           | -           | -           | 2      | 0      |        |
| Totale Melbourne Victory | Totale Melbourne Victory | Totale Melbourne Victory | 50+4       | 1          |                 | 5               | 0               |                    | 6                  | 0                  |             | -           | -           | 65     | 1      |        |
| ott. 2016-2017           | C.C. Mariners            | AL                       | 24         | 2          | FFA Cup         | -               | -               | -                  | -                  | -                  | -           | -           | -           | 24     | 2      |        |
| 2017-2018                | Wellington Phoenix       | AL                       | 22         | 0          | FFA Cup         | 1               | 0               | -                  | -                  | -                  | -           | -           | -           | 23     | 0      |        |
| 2018-2019                | Adelaide Utd             | AL                       | 2          | 1          | FFA Cup         | 4               | 0               | -                  | -                  | -                  | -           | -           | -           | 6      | 1      |        |
| Totale carriera          | Totale carriera          | Totale carriera          | 98+4       | 4          |                 | 7               | 0               |                    | 6                  | 0                  |             | -           | -           | 117    | 4      |        |

## Palmarès

### Club

#### Competizioni nazionali
- Campionato australiano: 2

Melbourne Victory: 2014-2015
Melbourne City:    2020-2021
- FFA Cup: 2

Melbourne Victory: 2015
Adelaide United: 2018
- Premier's Plate: 2

Melbourne City: 2020-2021
Auckland FC: 2024-2025